# 아보스베크 파이줄라예프
아보스베크 사이드존 오글리 파이줄라예프(우즈베크어: Abbosbek Sayidjon oʻgʻli Fayzullayev, 러시아어: Аббосбе́к Сайджо́н огли́ Файзулла́ев 아보스베크 사이존 오글리 파이줄라예프[*], 2003년 10월 3일~), 또는 아보스베크 사이조노비치 파이줄라예프(러시아어: Аббосбе́к Сайджо́нович Файзулла́ев)는 우즈베키스탄의 축구 선수로 포지션은 윙어, 미드필더이다. 현재 튀르키예 쉬페르리그의 이스탄불 바샥셰히르와 우즈베키스탄 대표팀에서 활동하고 있다.

## 구단 경력
2021년 5월 6일, 그는 투론과의 우즈베키스탄 슈퍼리그 경기에서 데뷔 전을 치렀다. 2022년 6월 29일, 그는 부뇨드코르와의 경기에서 파흐타코르 타슈켄트 소속으로 첫 골을 넣었다.
2023년 8월 4일, CSKA 모스크바는 파이줄라예프와 파흐타코르 타슈켄트의 3년 계약을 체결한다고 발표했다.

## 국가대표팀 경력
파이줄라예프는 파흐타코르 타슈켄트 아카데미에 재학 중이던 우즈베키스탄 U-19 국가대표팀에 소집되었다.  그는 2022년 AFC U-23 아시안컵 예선을 위해 2021년 10월, U-23 국가대표팀에 소집되었으며 방글라데시와의 경기에서 골을 넣으며 데뷔 전을 치렀다. 사우디아라비아에 결승전에서 우즈베키스탄을 꺾은 2022년 AFC U-23 아시안컵에서의 활약으로 파이줄라예프는 우즈베키스탄 FA 올해의 영스타상을 수상했다.
그는 2023년 AFC U-20 아시안컵에 U-20 국가대표팀에 소집되어 대회에 출전했다. 이라크와의 결승전에서 팀 동료 우마랄리 라흐모날리예프가 교체 투입되면서 페널티킥을 성공시키며 1-0 승리를 확정지었고, 우즈베키스탄은 사상 첫 U-20 아시안컵 우승을 차지했다. 이 활약으로 그는 대회 최우수 선수로 선정되었다.